# Liliac pitic
Liliacul pitic (Pipistrellus pipistrellus) este o specie de liliac pitic răspândit în Europa, nordul Africii și sudvestul Asiei.

## Descriere
Liliacul pitic trăiește în pădurile seculare, delte, pășuni, ferme, parcuri și grădini. Preferă zonele deschise și cu iarbă, înconjurate de copaci sau tufișuri. de multe ori poate fi observat zburând la suprafața apei. Își petrece ziua într-o stare de semi-veghe, ieșind din adăpost cu 15-30 minute înainte de apus pentru a prinde insecte. În toiul verii apar cu regularitate și în timpul zilei. Când zboară rapid în întuneric, evită lovirea de obstacole și localizarea prăzii prin utilizarea unui sistem de ecolocație. Procesează timpul necesar întoarcerii ultrasunetelor și astfel „vede” împrejurimile. Este cel mai mic liliac european.